# Phare Les Éclaireurs
Le phare Les Éclaireurs est un phare situé sur l'un des îlots Les Éclaireurs dans le canal Beagle, à l'entrée Est de la baie d'Ushuaïa (Terre de Feu, en Argentine). Ce phare est souvent confondu, à tort, avec le phare du bout du monde, situé sur l'île des États.

## Histoire
Il fut mis en service le 23 décembre 1920. Construit sur un îlot rocheux, il prévient des dangers de l'archipel des îlots Les Éclaireurs. Cependant il n'a pu éviter le naufrage du navire sous pavillon allemand, le SS Monte Cervantes (en), qui y coula le 22 janvier 1930, sans faire de victimes parmi les 350 membres d'équipage et les 1 200 passagers. Seul le capitaine Theodor Dreyer fut porté disparu.

## Description
Construite en briques, sa tour mesure 11 mètres de haut et 3 mètres de diamètre. Elle est peinte en trois bandes (rouge, blanc, rouge). La lanterne est située à 23,5 mètres au-dessus du niveau de la mer. Il émet un faisceau de couleur blanche et rouge à intervalles de 5 secondes. Sa portée est de 7,2 milles nautiques. Il est automatique, fermé au public et alimenté par des panneaux solaires.

## Codes internationaux
- Amirauté : G1320
- NGA : 111-2620
- ARLHS : ARG-016